# 达塔美斯

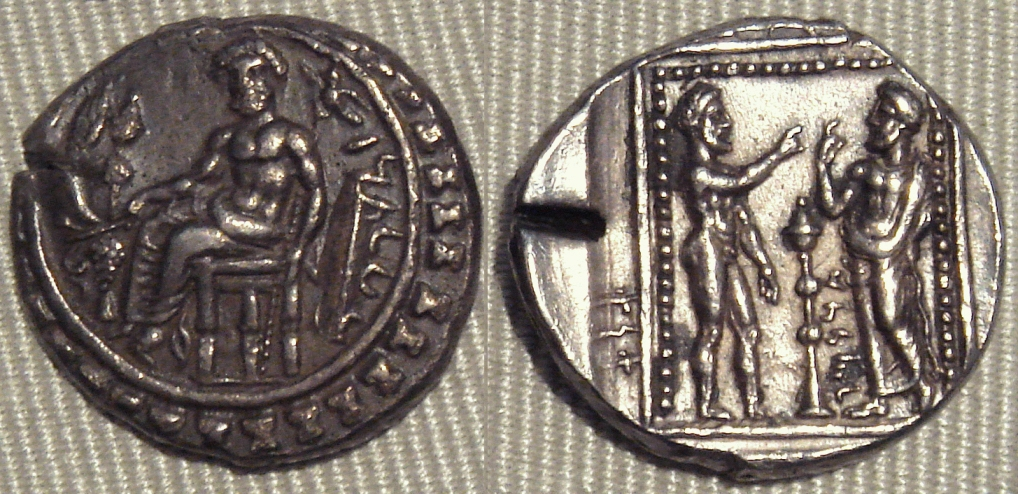
达塔美斯肖像银币。
Obv:The God Baaltars on a throne, seated left, torsos facing, holding grapes, grain ear, and eagle in right hand, scepter in left hand, surrounded by the city walls.
Rev: The God Ana, naked, and Datames, face-to-face.

达塔美斯（古希臘語：Δατάμης；前385年统治 – 前362年被杀）是阿契美尼德王朝将军和卡帕多细亚总督。

## 生平
达塔美斯是卡里亚人卡弥萨雷斯和西徐亚女人（或是帕夫拉戈尼人）的儿子。他的父亲在阿尔塔薛西斯二世时期担任西里西亚总督，深受君主信任，达塔美斯是王的亲兵护卫之一；在对卡度斯人的战争中表现出色，被任命为他父亲的继任者（卡弥萨雷斯在战争中死亡）。在任职期间，他以自己的军事才能和对王的热诚而著称，镇压了帕夫拉戈尼亚长官泰乌斯（Thyus）和卡塔奥尼亚（Cataonia）的阿斯匹斯（Aspis）反抗阿尔塔薛西斯的叛乱。
他被波斯王任命为军队的指挥官，目标再次征服埃及；可是来自波斯宫廷政敌针对他的阴谋暴露了，导致他改变了他的计划，抛弃了他对王的忠诚（约前370年）。他指挥他的部队回到卡帕多细亚，并和其他总督合谋一同反抗波斯（波斯总督叛乱）。
仍然效忠于王的将军阿尔塔巴左斯从皮西迪亚出兵，但是他彻底失败了。达塔美斯获取了巨大的声誉，以至于阿尔塔薛西斯动用大军来镇压这次叛乱，然而奧托夫拉達提斯（Autophradates）的大军在遭受了巨大损失後不得不撤退。尽管达塔美斯不断战胜了公开的敌人，但是他在逃過了多次阴谋後，最终仍然成為背叛的受害人，他在去米特里达梯一次宴会上遭到殺害。米特里达梯假装对王充满敌意，获得了达塔美斯的信任。

## 影响
达塔美斯以他天生的勇气和军事才能获得了最高的声誉，他的名声在希腊人之中长期传播，尽管他和希腊人之间没有战争冲突。尼波斯（我们唯一关于达塔美斯的个人传记）称呼他是希腊和罗马以外最勇敢和最有能力的将军，除了哈米尔卡·巴卡和 汉尼拔；但是，在我们的记载中有很多混乱的记述，很难把波利艾努斯所记载的他的轶事放在他正确的历史位置中（波利艾努斯著作《战略》中可能有达塔美斯的战略）。奈波斯整理的事件年表也很模糊，但根据該作者和狄奧多羅斯的说法，达塔美斯肯定死于阿尔塔薛西斯之前，可能是前362年。

## 后事
他的继任者是他的儿子阿里亚美尼斯。